# ودي هارتمان
ودي هارتمان (بالإنجليزية: Woody Hartman)‏ هو مدرب كرة قدم ولاعب كرة قدم أمريكي في مركز حراسة المرمى، ولد في 25 يونيو 1954 في فيلادلفيا في الولايات المتحدة. لعب مع New Jersey Americans (soccer) ‏.